# Битва при Коолела
Битва при Коолела (порт. Batalha de Coolela) — столкновение 7 ноября 1895 года между португальскими войсками под командованием полковника Эдуарду Галхарду и силами империи Газа на территории нынешнего Мозамбика. Битва произошла в ходе португальской кампании по окончательному покорению Мозамбика и состоялась у болота Коолела в провинции империи Газа Маджаказе.
В качестве наказания за нападение на Лоренсу-Маркиш, административный центр Португальской Восточной Африки и отказа подчиняться колониальным властям португальская колониальная администрация потребовала от Гунгунханы, императора Газы, выдать двоих военачальников, участвовавших в нападении, а также ежегодно выплачивать дань в 10 тысяч фунтов стерлингов золотом, разрешить португальцам сбор налогов и начать коммерческое и военное проникновение в страну. Но Гунгунхана отказался выполнить этот ультиматум, так как это означало бы полную потерю им авторитета и поддержки своего народа. Поэтому армия Газы выступила под руководством военачальника Магуигуаны против колонизаторов.
Хотя многие племенные вожди отказались послать своих воинов для борьбы с португальцами, Магуигуана все же смог собрать около десяти тысяч солдат, имевших на вооружении примерно две тысячи винтовок.
Утром 7 ноября 1895 года две армии встретились в долине у болот Коолела. Сражение было коротким и закончилось для Гунгунханы трагически: он потерпел полное поражение, потеряв огромное количество людей. После этого, подавляя сопротивление, португальцы 11 ноября разрушили в Маджакезе священное место народа вату.
После этой битвы многие вожди племён, живших между реками Саве, Ченгане и Лимпопо, поспешили присягнуть португальцам на верность, понимая бессмысленность сопротивления.
Деморализованный поражением Гунгунхана бежал в укреплённое поселение Чамите, где в итоге был захвачен португальцами в плен и выслан из страны сначала в Лиссабон, а затем на Азорские острова, где и умер.